# HCP Puma

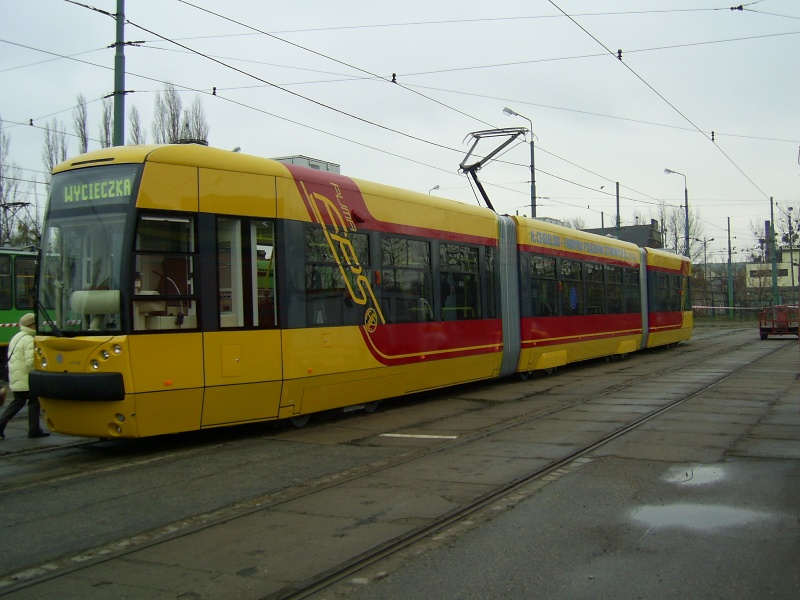
Wagon 118N w pierwotnym malowaniu

HCP Puma (typ 118N) – trójczłonowy tramwaj niskopodłogowy produkowany przez H. Cegielski – Fabryka Pojazdów Szynowych w Poznaniu. W 2007 zbudowano jeden prototypowy egzemplarz, którego premiera miała miejsce 11 czerwca 2007 na Międzynarodowych Targach Poznańskich. W latach 2008–2011 pojazd był wypożyczony i eksploatowany przez MPK Poznań, a po awarii napędu wrócił do producenta.
W 2025 roku H. Cegielski – Fabryka Pojazdów Szynowych przekazał pojazd do poznańskiego Klubu Miłośników Pojazdów Szynowych na podstawie umowy darowizny rzeczowej. Pojazd został przetransportowany na teren firmy Saatz, gdzie zostanie poddany ocenie bieżącego stanu technicznego określającego zakres prac niezbędnych do przywrócenia tramwaju do pełnej sprawności.

## Historia

### Geneza
W 1995 fabryka H. Cegielski – Fabryka Pojazdów Szynowych stworzyła pierwszy tramwaj niskopodłogowy typu 115N w wyniku przebudowy dwóch wagonów Konstal 105N, które połączono niskopodłogowym członem środkowym. Zakłady produkowały również pojazdy w konsorcjach, będąc podwykonawcą.
Na początku XXI wieku polskie miasta planowały liczne inwestycje związane z modernizacją taboru tramwajowego, a zakłady HCP-FPS chciały wejść na rynek tramwajowy. Producent postanowił zaprojektować nowy pojazd niskopodłogowy w związku z ogłoszonym przetargiem na dostawę 15 tramwajów niskopodłogowych dla Tramwajów Warszawskich.

### Projekt, produkcja i testy
Pojazd typu 118N został zaprojektowany w 2005 przez Instytut Pojazdów Szynowych „Tabor” przy współpracy z HCP-FPS i firmą nCart.
Prototyp wyprodukowano w 2007 i w czerwcu tego roku został zaprezentowany na Międzynarodowych Targach Poznańskich, po czym wrócił do fabryki w celu wykończenia. W nocy z 1 na 2 października 2007 miała miejsce pierwsza jazda tramwaju po poznańskiej sieci tramwajowej. 12 grudnia 2007 Puma otrzymała świadectwo homologacji typu i od tamtego czasu pojazd stacjonował w zajezdni Forteczna.

### Niepowodzenie projektu i dalsze plany
Producent liczył na zainteresowanie pojazdem ze strony kilku polskich miast, zwłaszcza Warszawy, dlatego podczas premierowej prezentacji tramwaj został pomalowany w żółto-czerwone barwy i otrzymał warszawskie kasowniki. Nie została jednak zawarta ani jedna umowa na dostawę Pumy.
Pod koniec 2012 producent poinformował o planowanej modernizacji tramwaju typu 118N i budowie drugiego w pełni niskopodłogowego egzemplarza. W połowie 2022 roku FPS zaczął szukać chętnych na zakup wagonu, a pod koniec 2023 FPS rozważał modernizację wagonu pod warunkiem chęć użytkowania przez MPK Poznań. W 2025 pojazd został przekazany na podstawie umowy darowizny rzeczowej Klubowi Miłośników Pojazdów Szynowych w Poznaniu w celu zachowania tramwaju jako pojazdu historycznego.

### Prezentacje
- 11 czerwca 2007 – Międzynarodowe Targi Poznańskie[9]
- 2007 – kolejowe targi Trako w Gdańsku[1]
- 2008 – kolejowe targi InnoTrans w Berlinie[14]

## Konstrukcja

### Nadwozie

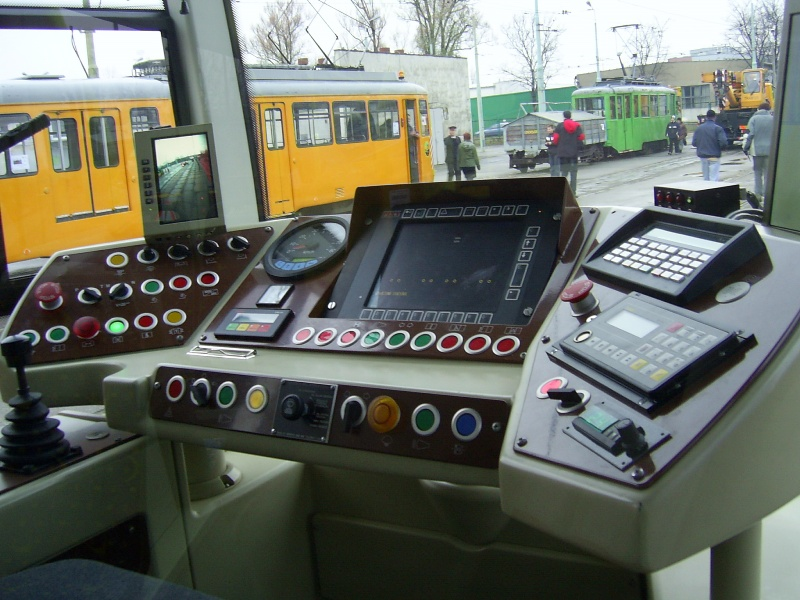
Pulpit motorniczego

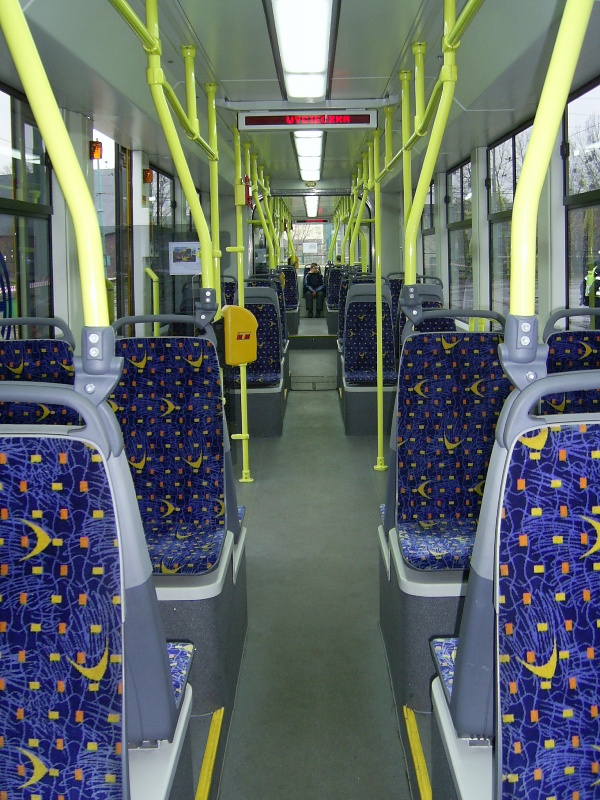
Wnętrze

Pudło jest konstrukcją stalową. Człony pojazdu są połączone przegubami. Na czole zastosowano zderzaki pochłaniające energię. Okna wykonano ze szkła hartowanego.
Pojazd jest wyposażony w 5 par drzwi odskokowo-przesuwnych. Trzy pary środkowe to drzwi dwuskrzydłowe o świetle 1300 mm, natomiast skrajne dwie to drzwi jednoskrzydłowe o świetle 700 mm. Drzwi posiadają fotokomórki, co zapobiega przytrzaśnięciu pasażerów.

### Wnętrze
Tramwaj posiada 80 miejsc siedzących wyłożonych tkaniną i ustawionych w znacznej części pojazdu w układzie 2+2.
Niska podłoga stanowi 67% długości składu. Jej wysokość to 300 mm w wejściach, 360 mm w przedsionkach, 440 mm nad wózkami tocznymi i 580 mm nad wózkami napędowymi. Nad wózkami tocznymi podłoga podnosi się łagodnie, natomiast nad wózkami napędowymi w członach skrajnych część wysokopodłogowa jest oddzielona od niskopodłogowej jednym stopniem.
W pierwszym członie przy drugiej parze drzwi znajduje się miejsce dla wózka inwalidzkiego bądź dziecięcego oraz ręcznie wysuwana rampa ułatwiająca wjazd do pojazdu. Drugie nieco mniejsze miejsce pozbawione siedzeń wygospodarowano przy ostatnich drzwiach.
Przestrzeń pasażerska jest ogrzewana 14 agregatami grzewczymi umieszczonymi pod siedzeniami w okolicach wejść. Zastosowano wentylację wymuszoną dodatkowo wspomaganą przez przesuwane szyby w oknach. Zainstalowano system informacji wizualnej i dźwiękowej. Ponadto wnętrze jest izolowane akustycznie i termicznie.
Kabinę motorniczego wyposażono w pulpit, sterowanie mikroprocesorowe, system monitoringu i klimatyzację. Rolę lusterek wstecznych pełnią kamery na burtach pudła.

### Wózki
Puma jest oparta na czterech dwuosiowych wózkach, z których dwa skrajne pod członami I i III to wózki napędne, a dwa środkowe pod członem II to wózki toczne. 
Wózek napędny typu 8NN jest wyposażony w ramę otwartą w kształcie litery H, belkę bujakową i dwustopniowe usprężynowanie. I poziom usprężynowania stanowią sprężyny gumowo-metalowe, natomiast II to podwójne sprężyny śrubowe z odbijakami gumowymi. Nadwozie z belką nadwózkową połączone jest poprzez łożysko wielkogabarytowe. Za hamowanie odpowiedzialne są elektromagnetyczne hamulce szynowe oraz elektrohydrauliczny układ hamulcowy z tarczą hamulcową osadzoną na wale drążonym zespołu napędowego. Wózek przedni dodatkowo posiada smarowanie obrzeży kół, piasecznice i odgarniacz.
Wózek toczny typu 9NN ma budowę tożsamą z wózkiem napędnym typu 8NN. Jedyna różnica dotyczy hamulca elektrohydraulicznego, którego tarcze są osadzone na osiach zestawów kołowych.
Baza wózków napędnych wynosi 1800 mm, a tocznych 1500 mm. Średnica kół nowych i zużytych to odpowiednio 590 mm i 530 m.

### Układ napędowy
Puma jest zasilana prądem stałym pobieranym z napowietrznej sieci trakcyjnej za pomocą umieszczonego na dachu członu środkowego pantografu firmy Stemmann. Napęd zapewniają 4 silniki asynchroniczne typu STDa 250-4A firmy EMIT o mocy 95 kW każdy. Zastosowano rozruch impulsowy oparty na tranzystorach IGBT.

## Eksploatacja
| Państwo | Miasto | Przewoźnik | Liczba sztuk | Numery boczne | Lata dostaw | Lata eksploatacji | Źródła             |
| ------- | ------ | ---------- | ------------ | ------------- | ----------- | ----------------- | ------------------ |
| Polska  | Poznań | MPK Poznań | 1            | 450           | 2007        | 2008–2011         | [ 5 ] [ 17 ] [ 8 ] |

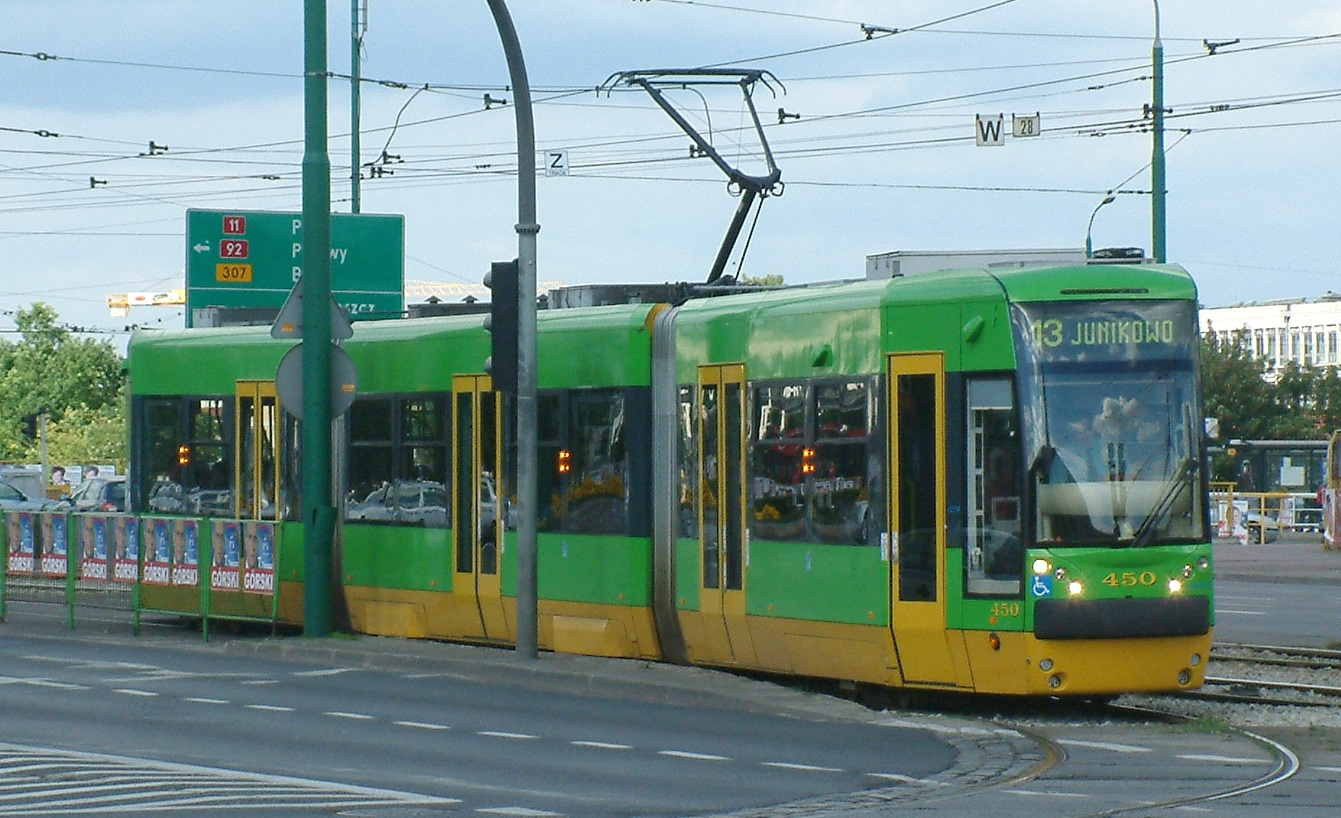
Puma na ulicach Poznania

Pierwsza jazda liniowa tramwaju miała miejsce 13 stycznia 2008 podczas XVI Finału Wielkiej Orkiestry Świątecznej Pomocy. Pojazd obsługiwał poznańską linię 16.
W grudniu 2008 Puma została wypożyczona przez MPK Poznań na okres 4 lat i już 15 grudnia 2008 rozpoczęto eksploatację pojazdu na mniej obciążonych liniach 5 i 13. Tramwaj jednak ulegał częstym awariom i dużo czasu stał w zajezdni.
W marcu 2011 pojazd zaliczył kolizję i konieczna była naprawa czoła. Producent ukończył remont w sierpniu 2011, ale naprawiony pojazd przejechał 18 km i ponownie uległ awarii. W grudniu 2011 nadal nie udało się rozwiązać problemów z układem sterowania napędu, a przewoźnika nie było stać na dalszą dzierżawę Pumy, dlatego tramwaj wrócił do zakładów HCP-FPS.